# 船川幡夫
船川 幡夫（ふなかわ はたお、1914年11月7日 - 1996年3月27日）は、公衆衛生学者。

## 経歴
東京都出身。1940年北海道帝国大学医学部卒業、同助手、44年助教授、1945年「超短波生理作用の心臓電気図学的研究」で北海道帝国大学医学博士。1946年国立公衆衛生院勤務、1968年東京大学教育学部教授、75年定年退官、日本女子大学教授、83年二葉栄養専門学校校長、92年退職。1991年勲三等瑞宝章受勲。

## 著書
- 『生理学』績文堂出版 1958

### 共編著
- 『保健・衛生図説』佐藤恒信共編著 岩崎書店 1957
- 『小児衛生』嶋田和正共著 績文堂出版 1958
- 『乳幼児保健』共編 医学書院 1962
- 『三歳児 幼児の保健指導』今村栄一,山下章共編 医学書院 1966
- 『予防接種』金子義徳共編 医学書院 1967
- 『新生児の取扱い』共著 診断と治療社 1968
- 『未熟児の保育』宮崎叶,馬場一雄共著 診断と治療社 1968
- 『子どもの健康管理とからだづくり』子どものための体育指導　江口篤寿共編 大修館書店 1969
- 『乳幼児健康診査の実際』共編 医学書院 1969
- 『公衆衛生看護双書 12　母子保健指導』編集 医学書院 1970
- 『小児保健』嶋田和正共著 同文書院 1972
- 『新公衆衛生学』橋本正己共編著 第一出版 1976
- 『双書養護・訓練 5 (健康)』加藤安雄共編著 明治図書出版 1976
- 『新生児・未熟児の取扱い』馬場一雄編著 共著 診断と治療社 1977
- 『日本人の体力 新版』共編集 杏林書院 1977
- 『新高校看護学 6 第2版　母子看護 母性の看護小児の看護』共著 医学書院 1979
- 『学童の保健』編 日本評論社 1980
- 『学校保健シリーズ』高石昌弘共編 杏林書院 1981
- 『健康 心身の健康に関する領域』近藤充夫共著 東京書籍 1990 新幼児教育法シリーズ

## 参考
- 船川幡夫先生のご逝去を悼む 学校保健研究 1996